# Сен-Фелисьен (Квебек)
Сен-Фелисье́н (фр. Saint-Félicien) — город в канадской провинции Квебек. Расположен на западном берегу озера Сен-Жан.

## История
Сен-Фелисьен был основан в 1864 году первыми поселенцами, прибывшими из Шарлевуа и Шикутими. Он стал муниципалитетом в 1882 году, а статус города получил в 1976 году.
Вначале в экономической деятельности преобладало сельское хозяйство и лесозаготовка, а также охота, рыбалка и молочная промышленность. С 1970-х годов в экономике преобладает деревообрабатывающая промышленность.
В 1996 году Сен-Фелисьен был объединён с Сен-Метод (фр. Saint-Methode).

## Зоопарк
Главной достопримечательностью города является один из крупнейших зоопарков Квебека — Zoo Sauvage de St-Félicien — площадью 1,96 км² (485 акров). В зоопарке содержится около 80 видов животных, в том числе белый медведь, песец, канадская казарка, белая сова, канадская рысь, барибал, гризли, толсторог, снежная коза, американский бизон и чернохвостая луговая собачка.
До 1994 года в зоопарке содержались различные экзотические животные, но на сегодняшний день здесь находятся только животные, обитающие в умеренно-холодном климате средних широт. В последние годы зоопарк приобрёл несколько видов животных, обитающих в похожих климатических зонах других континентов: амурского тигра, японского макака, японского журавля и бактриана.